# Ole Pingel
Ole Pingel (* 17. August 1938 in Helsingør; † 6. Dezember 2009 in Næstved) war ein dänischer Radrennfahrer und nationaler Meister im Radsport.

## Sportliche Laufbahn
Sein erster großer Erfolg war der Gewinn der dänischen Meisterschaft im Straßenrennen 1960, nachdem er 1959 bereits Vize-Meister geworden war. 1963 konnte er erneut den Titel gewinnen, 1961 wurde er Dritter der Titelkämpfe.  Ebenso erfolgreich war er bei den nordischen Meisterschaften, bei denen er zweimal im Einzelrennen (1961 und 1962) siegte. Er wurde von seinem Verband zunächst für die Olympischen Sommerspiele 1960 in Rom nominiert, kurz vor den Spielen aber aus dem Kandidatenkreis abberufen, weil er ein für den Verband wichtiges Rennen aufgegeben hatte. Bei den UCI-Straßen-Weltmeisterschaften 1962 gewann er mit dem dänischen Vierer die Silbermedaille im Mannschaftszeitfahren hinter Italien. Sein bestes Einzelergebnis bei einer Weltmeisterschaft hatte er bei drei Starts 1963, als er als 16. ins Ziel kam. Im Olympiajahr hatte er auch die Internationale Friedensfahrt bestritten, er wurde als 48. der Gesamtwertung klassiert. Ein Jahr später beendete er die Rundfahrt nicht.

## Berufliches
Nach einer Radsportkarriere reiste Ole Pingel nach New York und verkaufte acht Jahre lang Autos. 1975 ging er nach Dänemark zurück und betrieb ein eigenes Fahrradgeschäft in Naestved bis ins Jahr 2002.